# Кая (Дагестан)
Кая́ — лакское  село в Кулинском районе Дагестана. Центр сельского поселения «Сельсовет „Каялинский“».

## Географическое положение
Расположено в 1 км к северо-западу от районного центра села Вачи, у подножья хребта Кая.

## Территориальное подчинение
В средние века село было достаточно большим. В XVIII в. стали образовываться хутора и отселки за счет переселенцев из селения Кая, по сведениям, в конце XIX в. их было 8. Часть жителей стала обустраивать свой быт на хуторах Къичурлух, Бярних, Чакали, Шарав, Тӏиркьрай, Оьллауртти, Тукат, Ххялух-Мащи. В 1928 году хутора передали в 1-й Цовкринский сельсовет. Все вышеперечисленные сёла были в 1944 году полностью переселены в Новолакский район, за исключением Цовкра-1.

## Население
| 1888 | 1895  | 1926  | 1939  | 1970  | 1989 | 2002 |
| ---- | ----- | ----- | ----- | ----- | ---- | ---- |
| 2253 | ↗2293 | ↘1420 | ↗1763 | ↘1108 | ↘684 | ↘621 |
| 2010 | 2021  |       |       |       |      |      |
| ↘577 | ↗647  |       |       |       |      |      |

## История
с 1860 года в составе Аштикулинского наибства Кази-Кумухского округа.
С 1935 по 1940 г. село — районный центр Кулинского района.
Согласно преданию, жители села Кая пришли сюда из Армении.

## Известные жители
- Макаев, Цахай Макашарипович (1917—1972) — Герой Советского Союза[11].